# 新豊津駅
新豊津駅（しんとよつえき）は、福岡県京都郡みやこ町彦徳にある平成筑豊鉄道田川線の駅である。駅番号はHC26。
東京都八王子市に本社を置くソフトウェア開発会社「エナジーソフト」がネーミングライツを取得し、2009年（平成21年）4月1日より愛称付きの駅名がエナジーソフト新豊津駅となっていた。2022年（令和4年）4月現在は契約終了しており、新豊津駅に戻っている。

## 歴史
- 1990年（平成2年）10月1日：駅開業[1]。
- 2009年（平成21年）4月1日：ネーミングライツにより「エナジーソフト」の愛称が付く[2]。
- 2018年（平成30年）4月：福岡県立育徳館中学校・高等学校の生徒により駅舎の塗り替えなどの改修を実施[3]。

## 駅構造
単式ホーム1面1線の地上駅である。無人駅で駅舎はない。外部とはスロープで結ばれ、バリアフリー対応である。
無料駐車場（十数台）・駐輪場（雨除け付き）・自動販売機・公衆トイレを併設する。

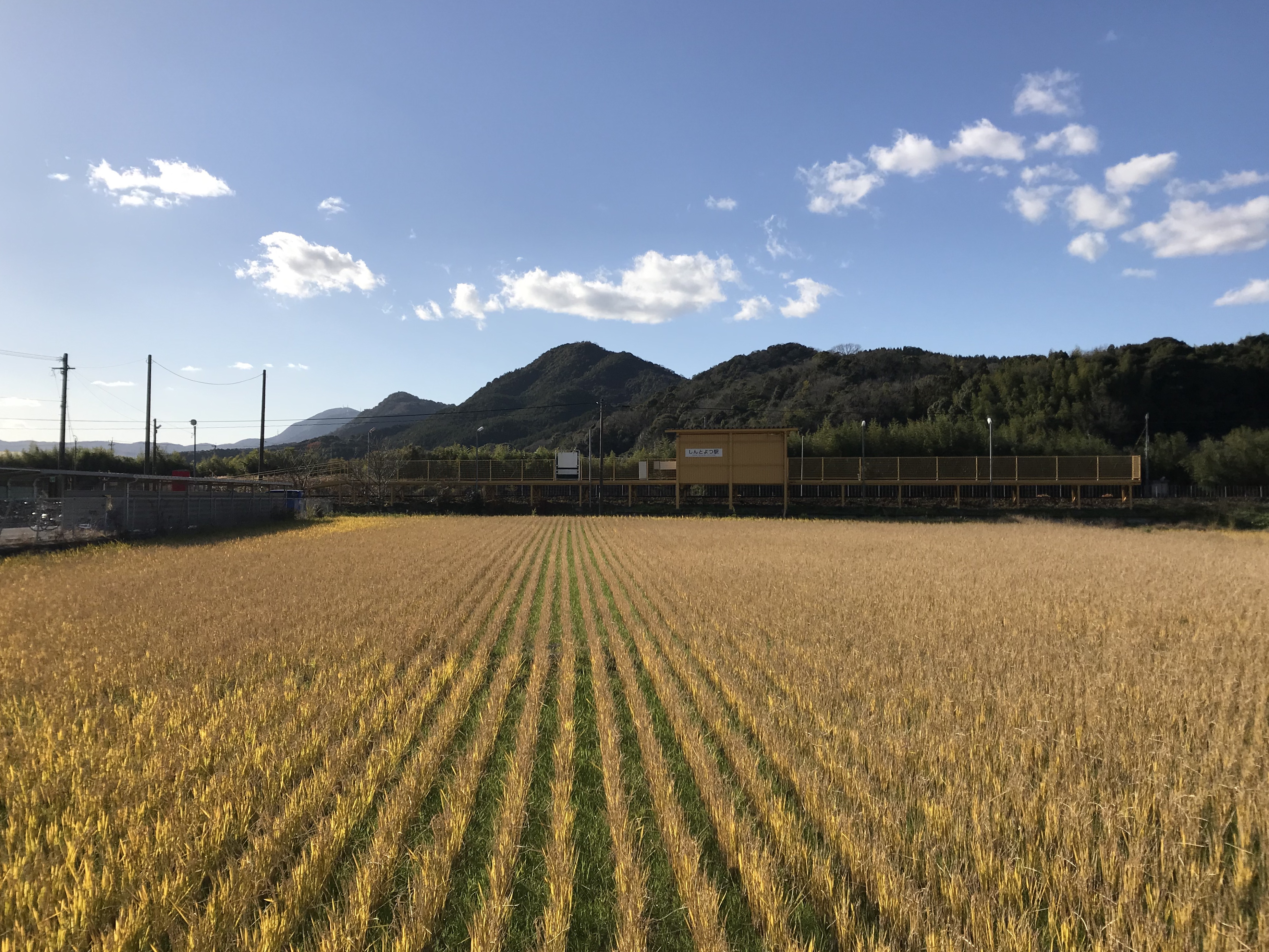
駅全景（2018年12月、遠方から）
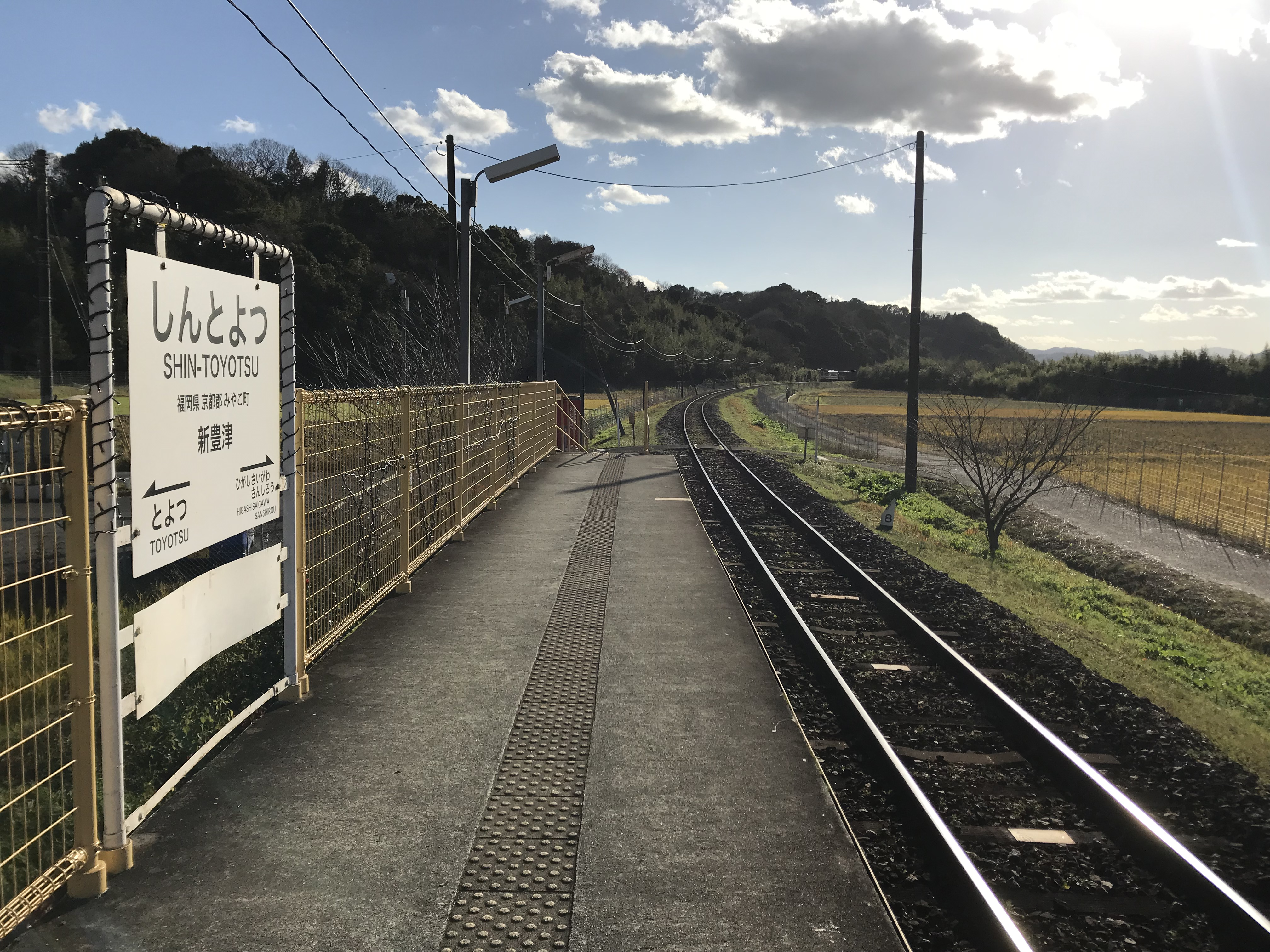
ホーム（2018年12月）
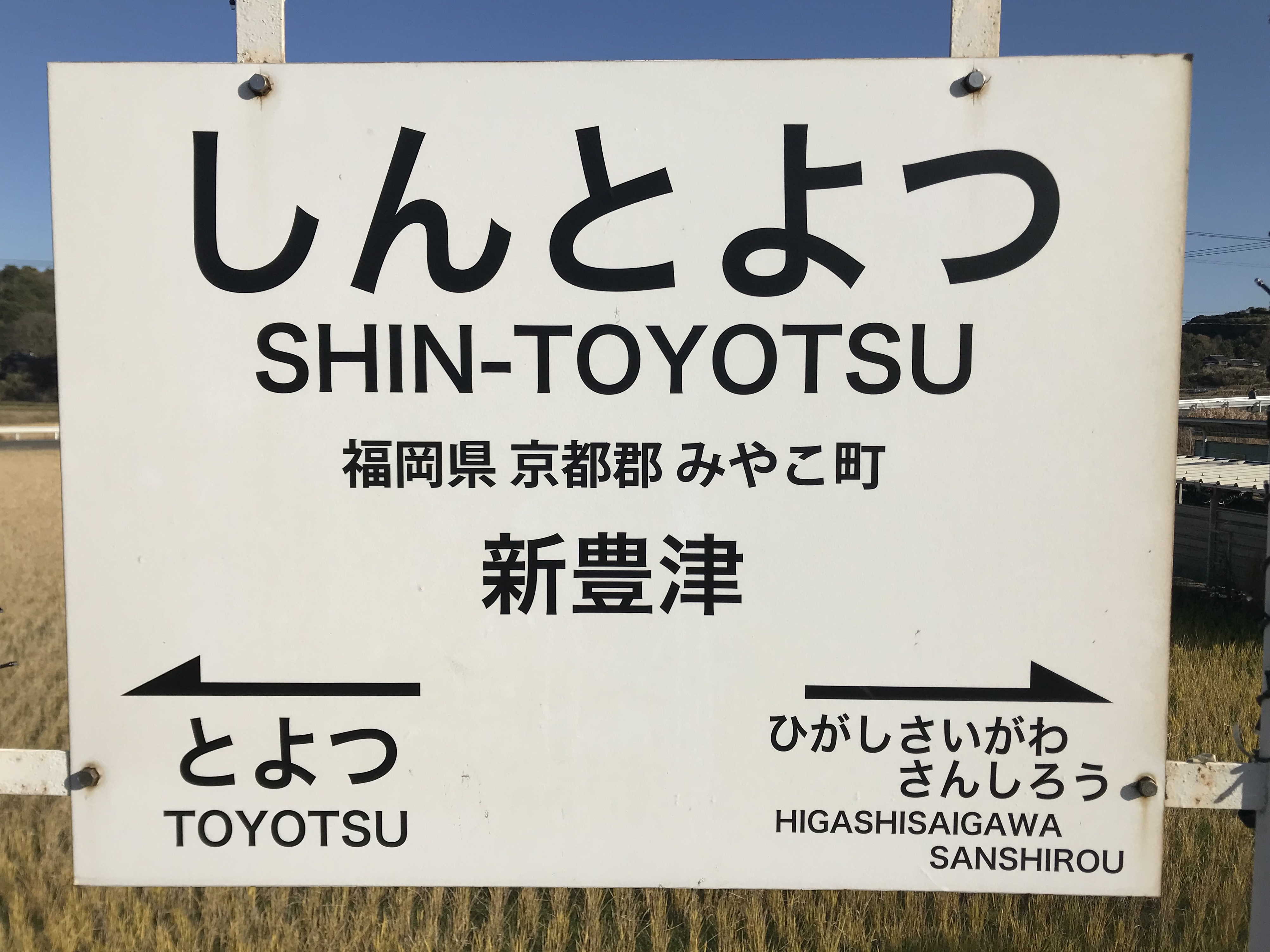
駅名標（2018年12月）

## 駅周辺
みやこ町の前身の一つ、旧豊津町にあった唯一の駅である。旧豊津町の中心部は当駅から東に1km以上離れている。
- 今川
- みやこ町立豊津小学校
- 豊津郵便局
- 国道496号
- 福岡県立育徳館中学校・高等学校
- みやこ町役場豊津支所
- 八景山
- みやこ町歴史民俗博物館
- 豊前国分寺、同三重塔
- みやこ町豊津花菖蒲公園
- 黒門（福岡県立育徳館高等学校内）

## 隣の駅
平成筑豊鉄道
■田川線
豊津駅 (HC27) - 新豊津駅(HC26) - 東犀川三四郎駅 (HC25)